# WWK ARENA
Az WWK ARENA az FC Augsburg labdarúgóstadionja Németországban, amely 2009. július 26-án nyílt meg. Teljes építési költsége eléri a 45 millió eurót [forrás?]. Tulajdonosa, kezelője és használója a jelenleg elsőosztályú FC Augsburg. A maximális befogadóképesség 30 660 nézőre tehető, nemzetközi mérkőzéseken azonban csak 28 367 fő.

## Fekvése
Bajorországban, Augsburgban található.

## Története
A stadiont az impuls Finanzmanagement AG-vel kötött szerződés alapján 2009 és 2011 között Impuls Arena volt a neve. Ezt követően az SGL arena nevet kapta, egy nyolcéves szerződés alapján. Az SGL Carbon SE azonban 2015-ben felmondta ezt a szerződést, így a 2015-2016-os szezontól a WWK ARENA nevet viseli.
2010-ben az U-20-as női labdarúgó világbajnokság hét mérkőzésének adott otthont, 2011-ben pedig a női VB keretein belül játszottak itt 3 csoportmérkőzést és egy negyeddöntőt. Itt rendezték a 2010-es Schalke-Bayern német szuperkupa mérkőzést is.
A pálya felülete füves, a lelátók fedettek, az ezeken elhelyezkedő modern lámpasornak köszönhetően a nézőteret nem szakítja meg óriásreflektor, így a szurkolók egy ovális alakzatú arénából élvezhetik csapatuk meccsét.

## Fordítás
Ez a szócikk részben vagy egészben  a   WWK ARENA című német Wikipédia-szócikk fordításán alapul.  Az eredeti cikk szerkesztőit annak laptörténete sorolja fel. Ez a jelzés csupán a megfogalmazás eredetét és a szerzői jogokat jelzi, nem szolgál a cikkben szereplő információk forrásmegjelöléseként.